# Herrnhaag

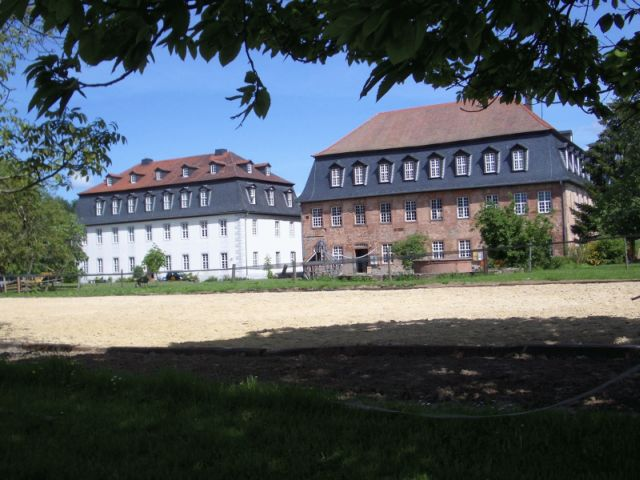
Zwei Gebäude des Herrnhaags

Der Herrnhaag ist eine Siedlung in der Gemarkung des Büdinger Stadtteils Lorbach im hessischen Wetteraukreis. Sie liegt zwischen den Stadtteilen Lorbach, Diebach und Vonhausen.

## Geschichte
Der Herrnhaag wurde im Jahre 1738 durch den Grafen von Zinzendorf gegründet, der hier mit der Herrnhuter Brüdergemeine, einer lutherisch-pietistischen Glaubensgemeinschaft, Zuflucht fand. Nach der Verbannung aus Sachsen 1736 fanden die Glaubensflüchtlinge zunächst Unterschlupf auf der Ronneburg. Als der Platz dort nach zwei Jahren zu knapp wurde, zogen die Brüder auf Einladung des Grafen Ernst Casimir zu Ysenburg und Büdingen in Büdingen auf den in Sichtweite befindlichen Herrnhaag.

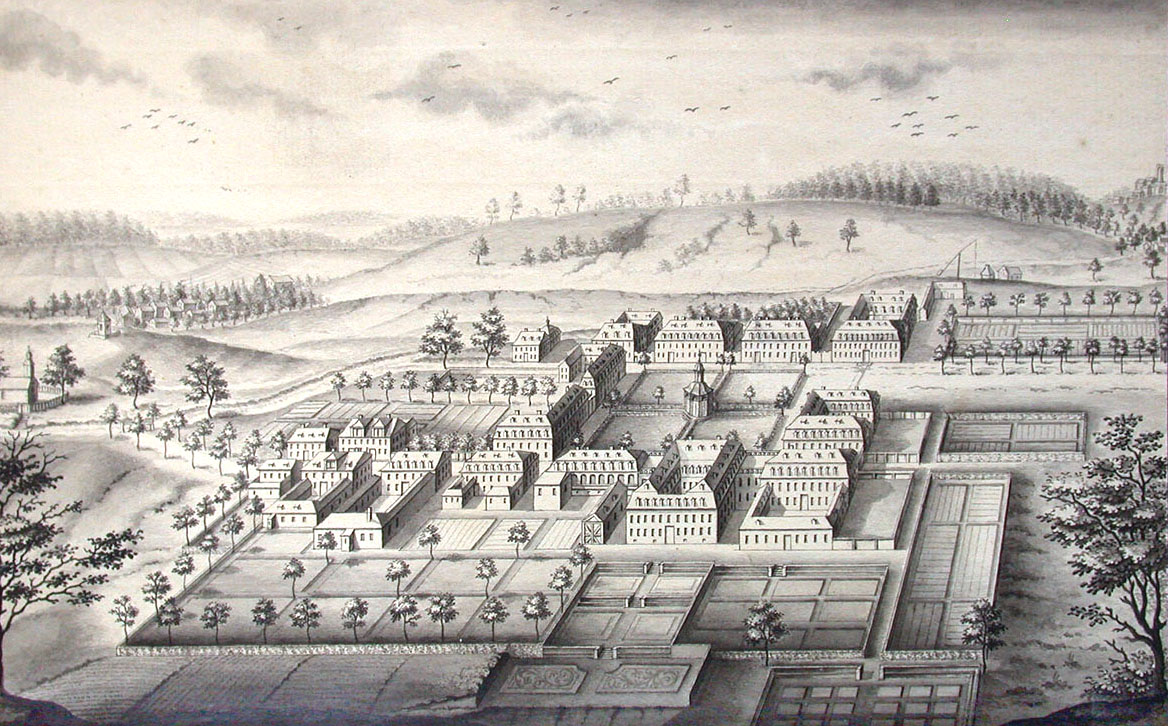
Siedlung Herrnhaag 1745

Die Konzeption der Gebäude und der Siedlung folgten dem Plan, das „Leben“ einer Lebens- und Dienstgemeinschaft zu verwirklichen, indem Standesunterschiede weitestgehend aufgehoben waren. Die Menschen lebten und arbeiteten gemäß ihrer Lebenssituation, z. B. ledig oder verwitwet, in sogenannten Chorhäusern zusammen. Daneben gab es aber auch Familienhäuser. Dabei war der 1738 entstandene quadratische, kreuzförmige geteilte Siedlungsgrundriss wegen der Schutzfunktion des Kreuzes religiös motiviert.
Als Graf Gustav Friedrich von Ysenburg und Büdingen in Büdingen, der Sohn und Nachfolger von Graf Ernst Casimir, von den Glaubensbrüdern einen Untertaneneid forderte, um die wirtschaftlich und missionarisch erfolgreiche Gemeinde an die Grafschaft Büdingen zu binden, verweigerten sich alle Mitglieder der Brüdergemeine. Der Graf verfügte daraufhin in einem Emigrationsedikt vom 12. Februar 1750 die Auflösung und die Ausweisung innerhalb einer Frist von drei Jahren. Die damals 18 Häuser und rund 1000 Menschen umfassende Gemeinschaft wurde deshalb schon 1753 wieder aufgelöst.
Der Herrnhaag war Ausbildungs- und Ausgangsort für weitere Missionen der Brüdergemeine in verschiedenen Teilen Afrikas, Grönlands und Nordamerikas. Nach der politisch erzwungenen Aufgabe des Herrnhaags zerstreuten sich die Bewohner in die Welt und gründeten unter anderem Missionen in Nord-, Mittel- und Südamerika, in Europa sowie im Norden Indiens.
Seitdem diente die Siedlung unter anderem als
- Sommersitz der Grafen zu Ysenburg-Büdingen-Büdingen
- Lager der Truppen Napoléons
- Quartier des Reichsarbeitsdienstes – Das geschlossene Lager wurde im Spätherbst 1932 im „Grafenhaus“ für den freiwilligen Arbeitsdienst eingerichtet. Etwa 150 Personen im Alter von 18 bis 25 Jahren hielten sich dort unter militärischer Disziplin auf. Die Arbeitspflichtigen wurden beim Straßenbau in Diebach am Haag, Hain-Gründau und Mittelgründau eingesetzt.[3]
- Gefangenenlager während der Zeit des Nationalsozialismus

## Heutige Nutzung
- Verein der Freunde des Herrnhaag
- die Sozietät Herrnhaag (eine ökumenische Lebensgemeinschaft der Brüder-Unität (Herrnhuter Brüdergemeine))
- die Jugendwerkstatt Herrnhaag (Mitglied des Diakonischen Werkes Hessen-Nassau)

Im Barocksaal des Grafenhauses des Herrnhaags finden regelmäßig Konzerte und kulturelle Veranstaltungen statt. Das Grafenhaus als Ganzes ist Veranstaltungsort für Freizeiten/Rüstzeiten. Im ehemaligen sogenannten „Schwesternhaus“ lebt die Sozietät Herrnhaag ein offenes Haus für Gäste.

## Evangelische Kirche

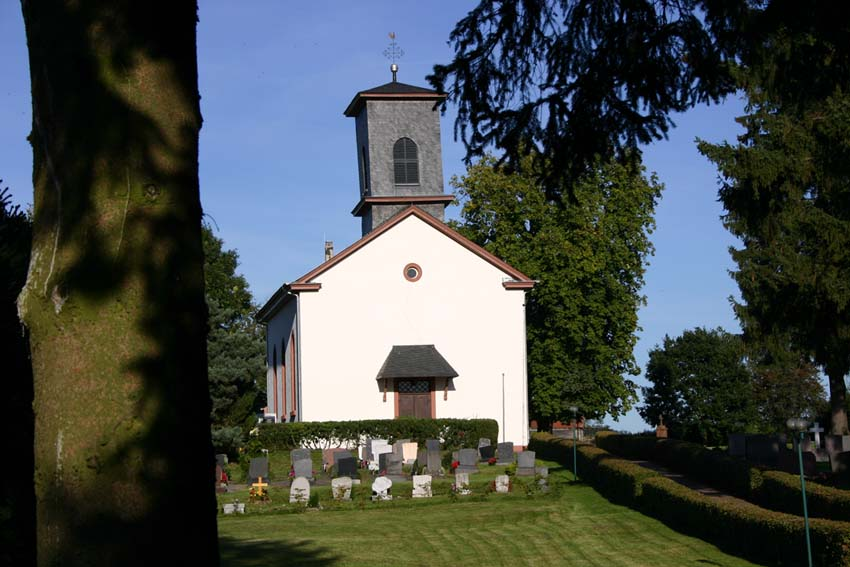
Blick auf die Evangelische Kirche Herrnhaag

Unweit der Siedlung liegt die evangelische Kirche Herrnhaag mit dem Friedhof. Die spätklassizistische Saalkirche wurde 1834 erbaut und in den 1950er Jahren umfassend renoviert.

## Persönlichkeiten
- Abraham Dürninger (1706–1773), „Rechnungsführer“ in Herrnhaag, später Gründer des Herrnhuter Handelshauses Abraham Dürninger & Co. GmbH
- Abraham Roentgen (1711–1793), deutscher Ebenist und Kabinettmacher, Gründer der Roentgen-Möbelmanufaktur in Neuwied
- Ludolf Ernst Schlicht (1714–1769), evangelischer Geistlicher und Kirchenlieddichter, Pfarrer von Herrnhaag
- David Roentgen (1743–1807), deutscher Ebenist und Kabinettmacher, Fabrikant erlesener Möbel in Neuwied